# رودخانه‌های خوزستان

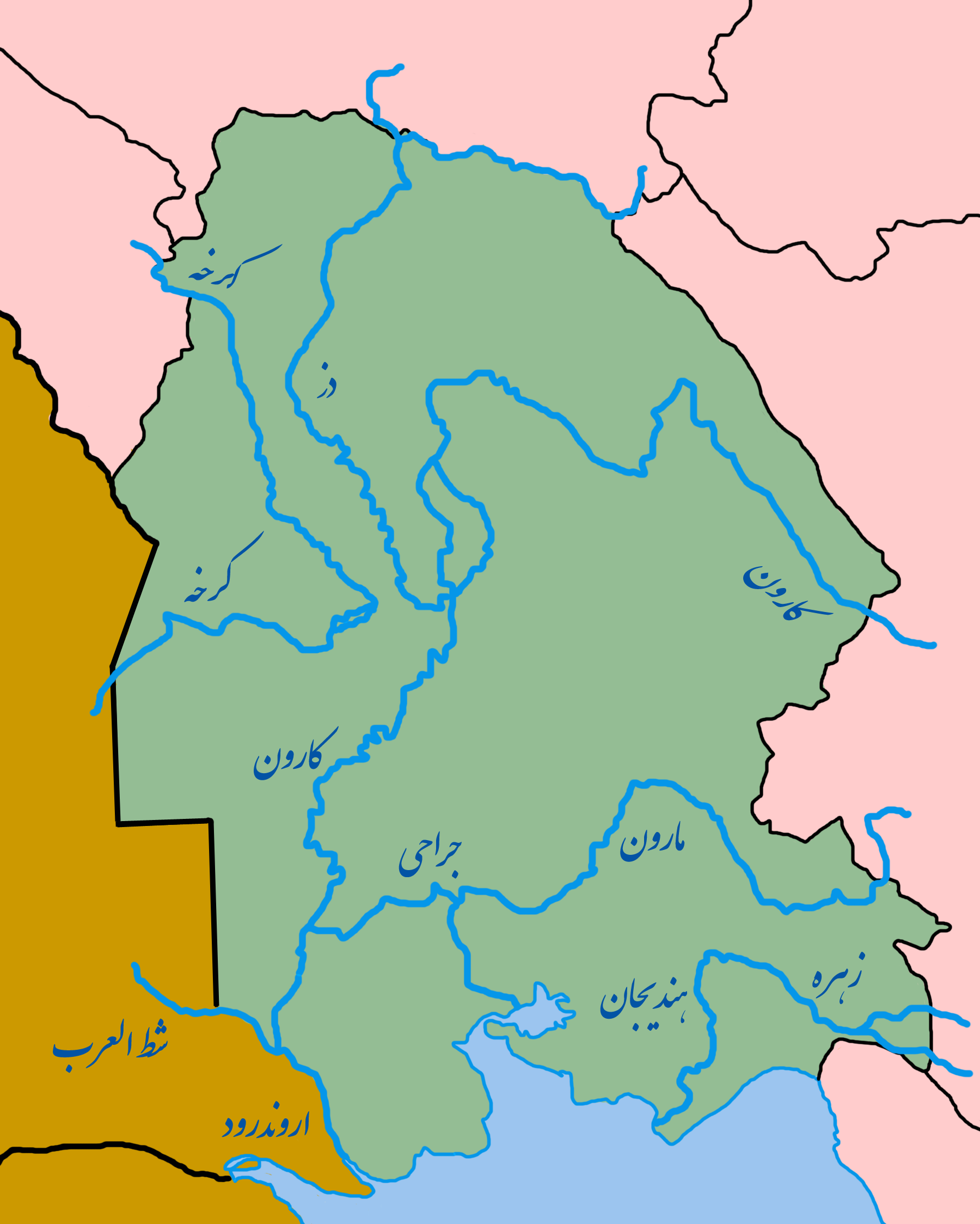
رودخانه‌های بزرگ خوزستان

منطقه خوزستان کلیه هستی و عظمت خود را به رودهای متعدد که در این سرزمین جاری است مدیون می‌باشد. سرزمین خوزستان نه فقط دارای اراضی حاصلخیز و زرخیز رسوبی است، بلکه آبیاری این منطقه به بهترین طرق، فراهم گردیده است، به طوری که این منطقه از ادوار خیلی کهن به مناسبت وضعیت این رودها و مجاری متعدد مقام مهم و بزرگی را در تاریخ دارا بوده است. رودهایی که در جلگه خوزستان جریان دارد، از آب‌های کوهستان‌های بختیاری و لرستانسرچشمه گرفته و از شمال و شرق به طرف جنوب غربی سرازیر شده و جلگه خوزستان را از آبرفتهای خود، ساخته و پرداخته کرده‌اند.
رودخانه‌های خوزستان عبارتند از:
- کارون
- دز
- کرخه
- مارون یا جراحی
- شاوور
- زهره

رودهای مهمی که در این استان جریان دارند، عبارتند از:

### کارون
کارون بطول ۸۵۰ کیلومتر و عرض متفاوت، از بزرگ‌ترین و طویلترین رودهای ایران است. سرچشمه آن از ارتفاعات زردکوه در استان چهارمحال و بختیاری می‌باشد.
کارون در طول مسیر خود بسوی غرب از تنگه‌ها و دره‌های عمیق و بستر پر پیچ و خم کوهستانی می‌گذرد و در راه، شعبات چندی منجمله رود کوهرنگ، رود بازفت و رود خرسان به آن وارد می‌شود و در شمال شوشتر دو شعبه شده یکی بنام «گرگره و شطیط»، اولی در شرق و دومی در غرب شوشتر بسوی جنوب جریان می‌یابد، ولی این دو شعبه در جنوب شوشتر در محلی بنام «بندقیر» مجدداً به هم ملحق می‌شوند. رودخانه کارون در حوالی خرمشهر به دو شاخه تقسیم می‌شود، یک شاخه بنام «بهمنشیر»، مستقیماً به خلیج فارس وارد می‌شود، دیگری به همان نام کارون به اروندرود می‌ریزد و از طریق اروندرود به خلیج فارس ملحق می‌گردد.

### گاماساب (سیمره، کرخه)
رود گاماساب از حوالی کوه‌های گرین در نهاوند سرچشمه می‌گیرد، پس از دریافت شعبانی از ملایر، تویسرکان و نهاوند از یک بستر باریک کوهستانی می‌گذرد و در قریه بیستون از پای بیستون عبور کرده به باختران کرمانشاه می‌رسد. در باختران، رود قره سو به آن ملحق می‌شود، پس از مشروب ساختن باختران و دریافت شعباتی چند مانند: رود «ماهیدشت» و هلیلان و کرند، وارد لرستان می‌شود، در لرستان در یک بستر سنگی و عمیق در پای «کبیرکوه» به جریان خود ادامه می‌دهد، پس از دریافت شعباتی چون، کشکان، زال، غزال رود، از بخش‌های چغلوندی، هرو، خرم‌آباد و غیره از نواحی گرمسیری لرستان، در مسیر خود به دره عمیق و بستر تنگ وارد می‌شود، در پل تنگ، آبشاری به ارتفاع ۴۳ متر و عرض ۳ متر تشکیل می‌دهد. این رود در ادامه جریان خود و عبور از ایلام، ضمن دریافت شعبات چندی بسوی جلگه خوزستان پیش می‌رود، در قمست غربی خوزستان، قسمتی از آب آن به مصرف آبیاری می‌رسد و قسمتی دیگر به طرف دجله جریان می‌یابد، ولی قبل از آنکه به دجله برسد در باتلاق‌های شرقی دجله محو می‌شود. گاما ساب در داخل خاک از سرچشمه تا لرستان بنام «سیمره» واز پیوستن رود زال و سیمره کرخه تشکیل می‌شود در خوزستان به «کرخه» مشهور است. این رودخانه پس از عبور از پای پل کرخه و شوش، پیچ و خم‌های زیادی را طی کرده به جلگه‌های میان آب حمیدیه، و دشت آزادگان سرازیر می‌شود.

### جراحی
رود جراحی که خود از الحاق دو رود زال و مارون در کلات شیخ تشکیل می‌شود، از کوه‌های شرقی خوزستان سرچشمه می‌گیرد. این رود خود به دو شاخه تقسیم می‌شود، یک شاخه آن بنام رود شادگان، به کارون ملحق می‌گردد و شاخه دیگر که همان جراحی است در خلیج خور موسی به خلیج فارس می‌ریزد.

### دز
سرچشمه رود دز از کوه‌های لرستان و استان مرکزی است و شامل آب‌های معدنی بسیار و از کنار شهرستان اندیمشک و شهرستان دزفول عبور نموده و در نزدیکی‌های شوشتر به شاخه شطیط وارد شده و از طریق شاخه شطیط در حوالی بندقیر به کارون ملحق می‌گردد. سد دز بر روی این رود قرار دارد.
از دیگر رودهایی که در جلگه خوزستان جریان دارند، می‌توان: رود هندیجان، رودخانه دورچ، رودخانه شاهپور، بالا رود، رود بهمنشیر، و اروندرود را نام برد.